# Curaçao (likeur)
Curaçaolikeur is een sterke drank afkomstig uit Vlaanderen en Nederland. Het bekendst is de Blue Curaçao, maar de likeur is ook verkrijgbaar in andere kleuren. Curaçaolikeur wordt traditioneel gemaakt met gedroogde Curaçaoschillen. Deze schillen zijn afkomstig van de laraha, een bittere citrusvrucht die zijn oorsprong vindt op Curaçao. De wetenschappelijke naam is Citrus aurantium currassuviensis, wat 'gouden sinaasappel van Curaçao' betekent. Het feit dat de schillen al op Curaçao gedroogd waren, suggereert dat voor de Nederlanders en Vlamingen de drank vormgaven op Curaçao reeds sprake was van het maken van een drank met gedroogde sinaasappelschillen.

## Historie
Kort na de ontdekking van Curaçao in 1499 hadden de Spanjaarden onder andere de landbouw op de planning staan ten behoeve van de agrarische ontwikkeling van het eiland. Een van de planten die ze met zorg op hun lange zeereizen vanuit Spanje hadden meegenomen, was de Valenciasinaasappel. Iemand met de naam Pérez Maestre bracht in 1527 de eerste zaden mee van Hispaniola. De zinderende zon en het dorre klimaat waren echter te veel voor de zoete sinaasappels, en de ooit sappige vrucht veranderde in een bitter, bijna oneetbaar product. Het project werd gestaakt en vergeten en de "mislukte pogingen" van de trotse Valenciasinaasappels groeiden in het wild. Decennia later ontdekten planters dat de schillen van deze sinaasappel, grondig gedroogd door de zon, etherische olie bevatten met een buitengewoon aangename geur. Om te voorkomen dat de gewassen verloren gingen, begon men eigen recepten te ontwikkelen waarbij de gedroogde schillen als basis dienden. Deze recepten deelde men met vrienden en familie.
Curaçaolikeur heeft een sinaasappelachtige smaak met verschillende maten van bitterheid. Hij is van nature kleurloos, maar er worden vaak kleurstoffen, blauw, rood of oranje, aan toegevoegd om een exotisch uiterlijk te geven aan cocktails en andere gemengde dranken. De kleur van Blue Curaçao wordt verkregen door toevoeging van de synthetische kleurstof Briljantblauw FCF. Likeuren met toegevoegde smaken, zoals tamarinde, koffie, chocolade en rum-rozijnen, worden ook verkocht als Curaçaolikeur.
Een belangrijke producent in 1873 was Wynand Fockink. Op Curaçao hebben in 1896 de apotheker Haim Mendes Chumaceiro en zijn zakenpartner Edgar Senior de destilleerderij Senior & Co. opgericht die gespecialiseerd is in Curaçaolikeur. Blue Curaçao werd in 1912 voor het eerst op de markt gebracht door de firma Lucas Bols.
Curaçaolikeur, Maraskino en Crème de Noyaux waren in de 19de eeuw de belangrijkste likeuren. Curaçao stond aan de basis van de Franse triple sec likeuren, zoals Cointreau en Grand Marnier.